# Отон Пав'я
Отон Пав'я  (фр. Automne Pavia, 3 січня 1989) — французька дзюдоїстка, олімпійська медалістка.

## Виступи на Олімпіадах
| Олімпіада   | Дисципліна      | Місце |
| ----------- | --------------- | ----- |
| Лондон 2012 | легка категорія | 3     |
| Ріо 2016    | легка категорія | 7     |

## Зовнішні посилання
- Досьє на sport.references.com [Архівовано 13 грудня 2012 у Wayback Machine.]